# ケソンプティ

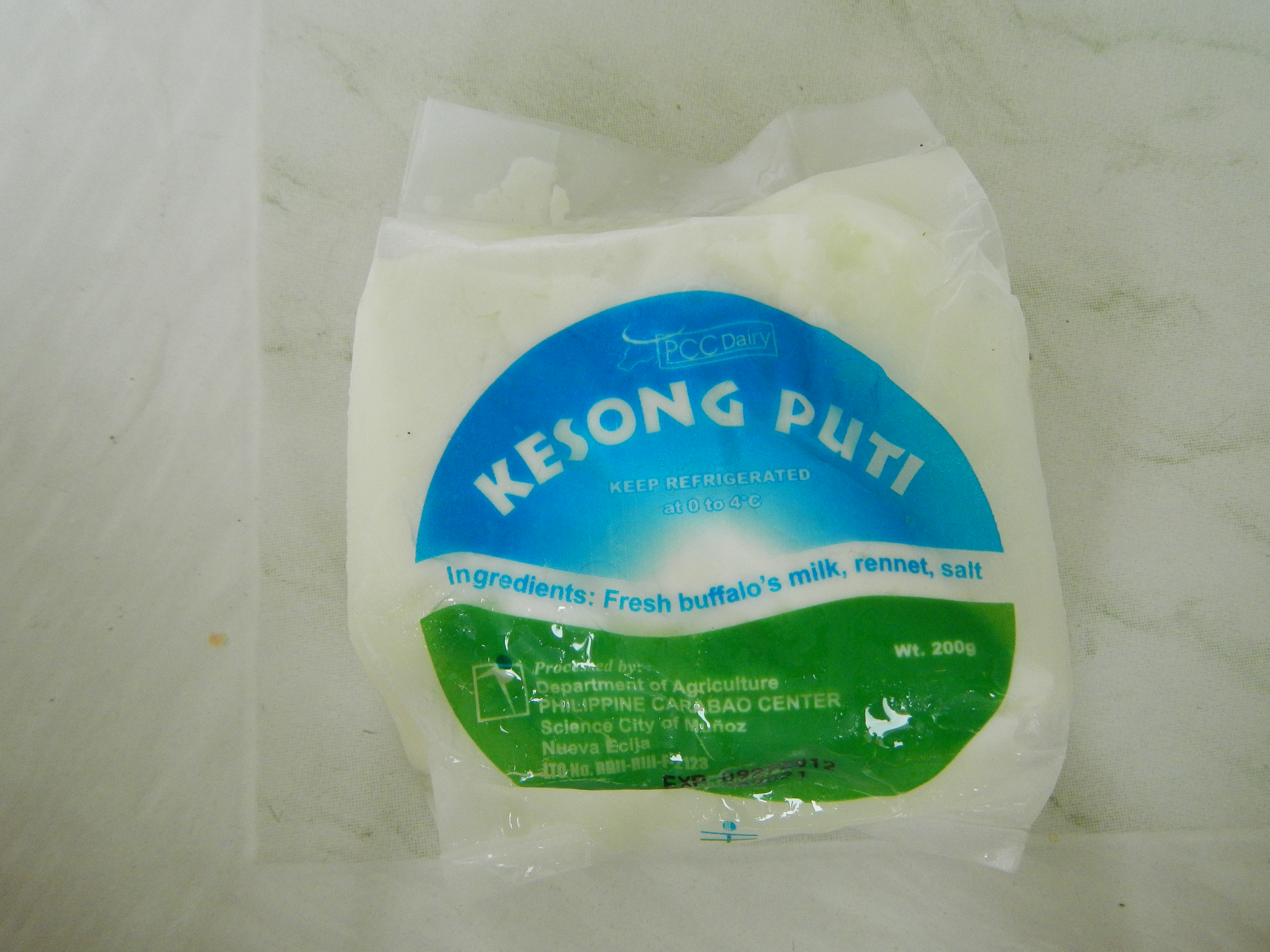
ケソン・プティ

ケソンプティ（Kesong puti）は、フィリピンの熟成させないフレッシュチーズである。ラグナ州で盛んに作られる事から、ラグナチーズとも呼ばれる。

## 概要

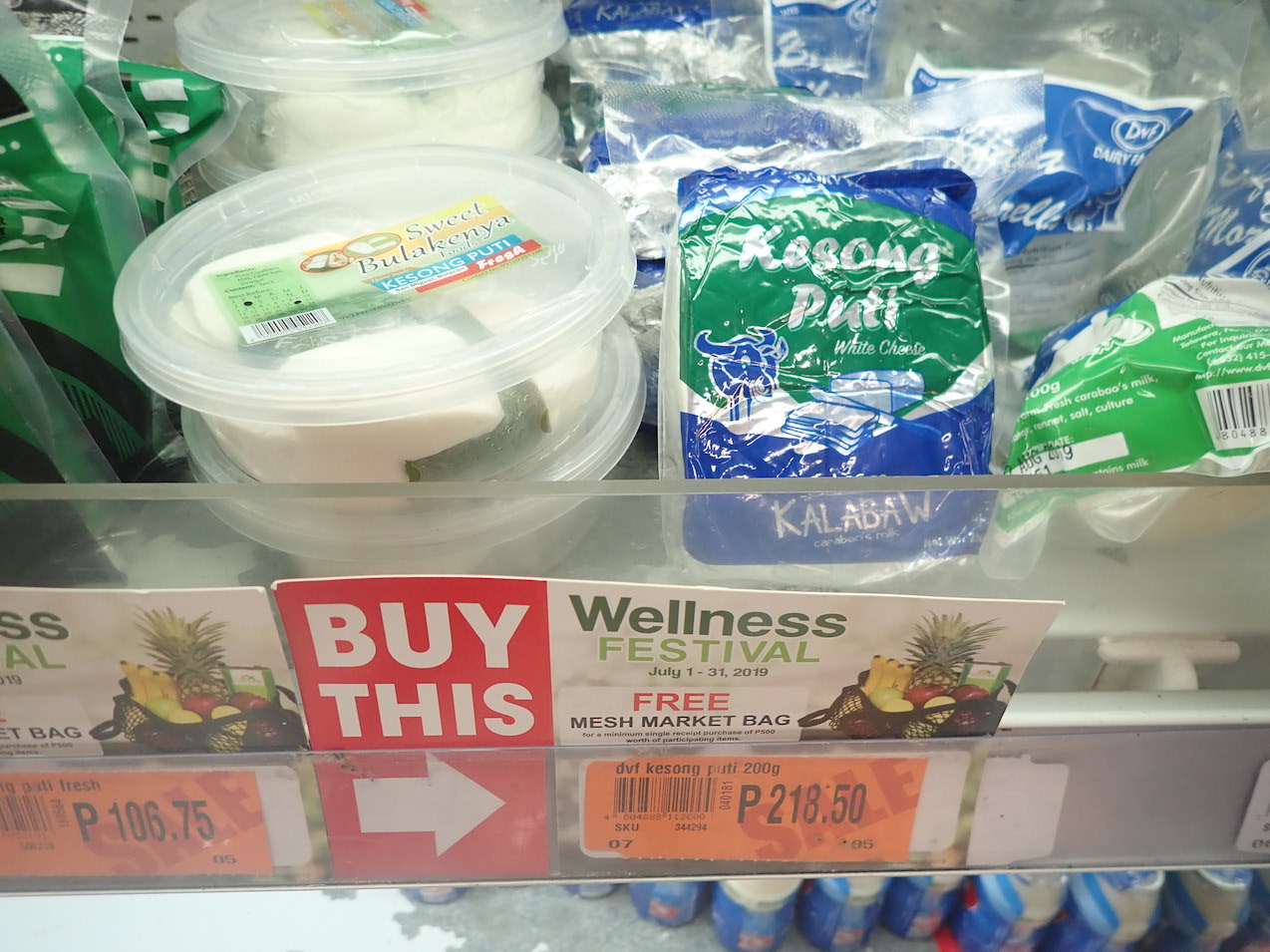
首都マニラの大型デパートで売られるケソンプティ。

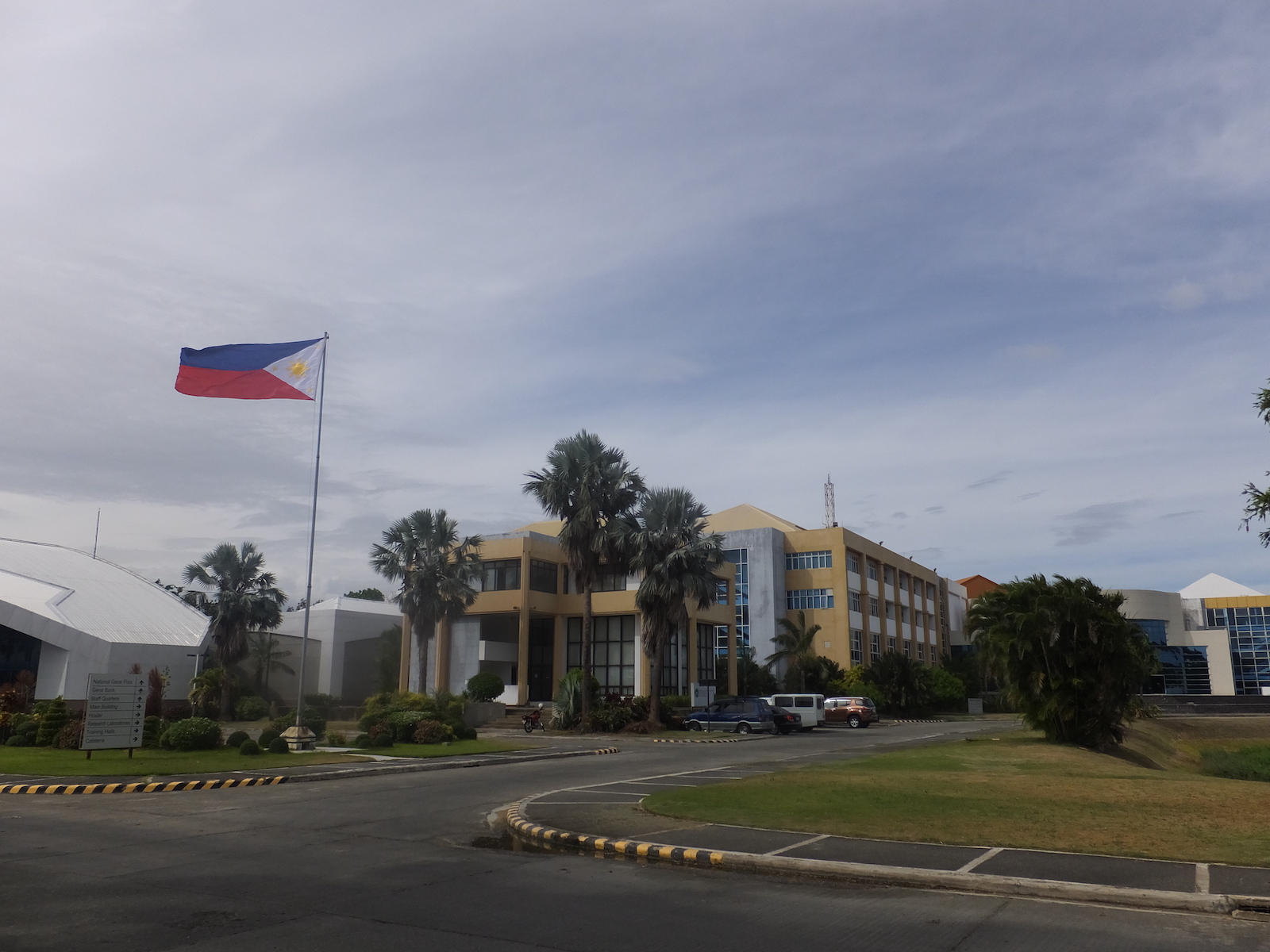
フィリピン・スイギュウ研究所本部。ヌエヴァ・エシハ州。

タガログ語でkesoはチーズ、putiは白であり、「白いチーズ」を意味する。カヴィテ州ではkasilyo、セブ島ではkesiyoなどと呼ぶ。いずれもスペイン語のquezoに由来する。キメの細かい絹ごし豆腐のような食感を有する。
ラグナ州の他、ブラカン州、カヴィテ州、セブ州、サマール州、レイテ州でも在来スイギュウのミルクを利用したケソンプティが加工されている。
しかし、ごく限られた人々（ミルク生産者やチーズ加工者）がケソンプティの加工に従事している。ラグナ州では、加工業者が道路沿いの出店でケソンプティを販売し、行商人もケソンプティをラグナ州近郊に運ぶ。ラグナ州ではケソンプティが名物であることから、毎年ケソンプティ・フェスティバルが開催されている。
一般に加工地域内で流通するケソンプティは、1個につき20～30ペソで販売される（1フィリピン ・ペソは2.11円：2020年1月6日時点）。自家消費されることはほとんどなく、主に現金収入源として加工されている。
ケソンプティは、生産地及びその近郊だけでなく、首都マニラの大型デパートなどでも売られている。しかし、販路の拡大に従来の在来種のスイギュウ（carabao）のミルクの量では追い付かず、ブルガリア、インド、ブラジル、アメリカ、イタリアなど外国から輸入した乳量の多いムラー種（buffalo）、またはカラバオとムラー種の交配種（crossbread）のミルクを使ったケソンプティの加工が進んでいる。ケソンプティの加工地域も、ルソン島、ビサヤ諸島、ミンダナオ島に拡大している。具体的には、フィリピン・スイギュウ研究所（Philippine Carabao Center: PCC）が管轄する次の各地域でもケソンプティが加工されている。ルソン島北部北イロコス州、カガヤン州、ラ・ウニオン州、中部ヌエヴァ・エシハ州、南部ラグナ州、東ビサヤ地方レイテ州、西ビサヤ地方イロイロ州イロイロ島と西ネグロス州ネグロス島、中央ビサヤ地方ボホール州ボホール島、ミンダナオ島西部北サンボアンガ州、中部ブキドノン州、南部北コタバト州である。スイギュウ研究所本部はヌエヴァ・エシハ州に位置する。

## 特徴
ケソンプティをはじめ古くからのスイギュウ（Bubalus bubalis）のミルク利用は、東南アジアの中でもフィリピンとインドネシアで発達してきた。ケソンプティはカラバオという水牛の乳を原料とし、16世紀から作られていた。スペイン統治時代に、スペインからチーズの製法が伝わったとみられる。15世紀初頭のフィリピンは家畜のミルクの利用を行わない「非乳利用文化圏」に包摂されていた。15〜16世記にはカラバオは「ごちそう」として肉の利用が行われていた。しかし、17世紀のセブ島では、中国からもたらされた人馴れしたカラバオからミルクを搾り、中国人がカラバオを用いて大量のチーズを加工して売っていた。19〜20世期の首都マニラにおいてもカラバオのミルクが行商人によって運ばれていたが、ミルクの品質や汚染が問題であった。都市部の乳幼児の死亡率が高かった主な原因は、ミルクの汚染であったと報告されている。首都マニラでもこのようにカラバオのミルクを飲む慣行はあったが、ミルクの混入物汚染により拡大しなかった。
ルソン島のラグナ州やセブ島ではレンネット、ルソン島のブラカン州とカヴィテ州では酢酸を凝固に用いており、この2つに製法は大別される。前者は少し甘苦く、後者は塩味と酸味、ミルクの味が混ざったような味とされる。レンネットを使用した方がケソンプティが上質に仕上がるという。ただし、レンネットは希少部位であることから今日ほとんど用いられない。

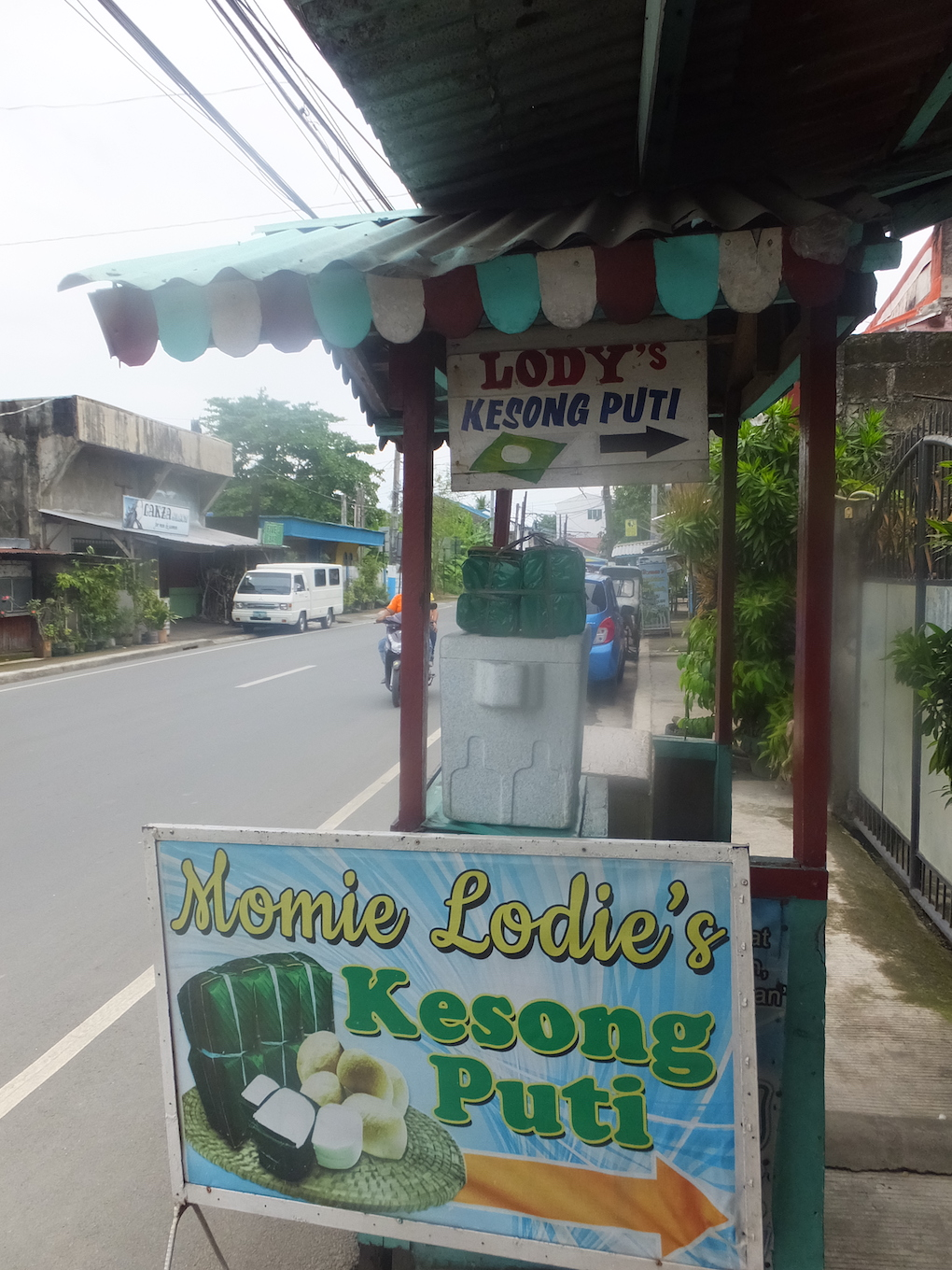
ケソンプティを販売する出店。ラグナ州。

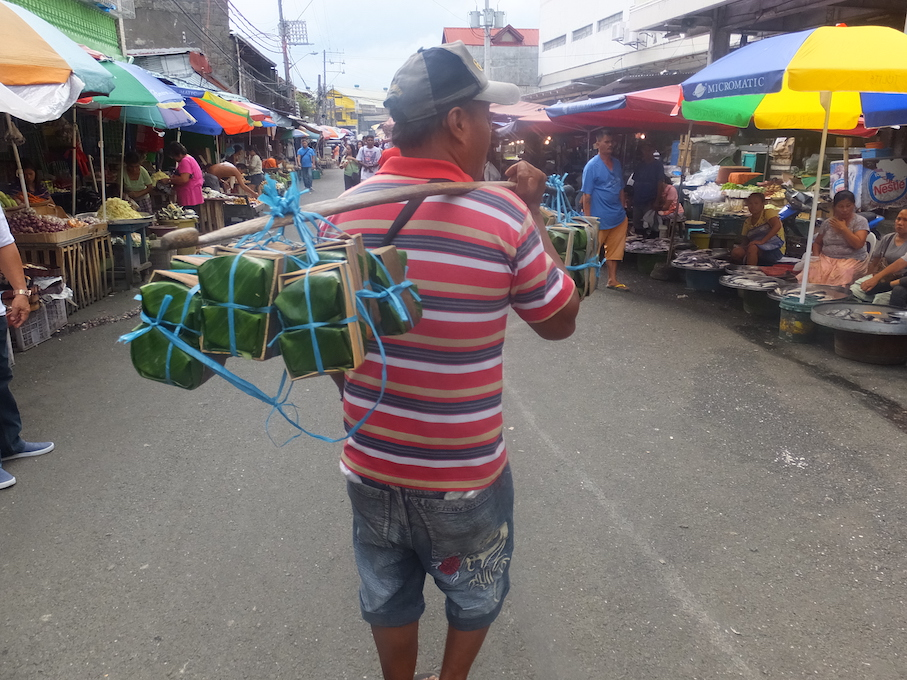
ケソンプティを売り歩く行商人。ラグナ州。

水牛は全世界の保有頭数の96%がアジアで飼育されており、そのうち2005年の時点でフィリピンは1.9%を占める。中でもカラバオは東南アジアにしかいないため、ケソンプティは同地域に固有のチーズである。一方で、カラバオは牽引用家畜としての位置を占めている。乳牛としての水牛は絶対数が少ないうえ、農業機械の導入によって水牛の飼育は減少傾向にあり、ケソンプティの生産は家内工業レベルの小規模なものにとどまっている。それは、カラバオが年間150〜200日間程度しかミルクを分泌しないことにもよる。しかし、フィリピンでは、乳用スイギュウの個体数は増加傾向にある。カラバオからは1日平均1Lほどしか乳が得られないが、乳脂肪は10%を超え、タンパク質も多い。このため、ケソンプティはチーズの中でも栄養が豊かである。スイギュウのミルクの栄養素は牛乳を上回り、チーズに加工することでより栄養価が高まる。特に、タンパク質と乳脂肪に加え、エネルギー、カルシウム、リン、鉄分、レチノール、ビタミンA、リボフラビンを多く含有する。同時に、スイギュウのミルクからケソンプティを加工することは、それを賞味する楽しみだけでなく、乳糖不耐への対応手段であると考えられる。近年では、乳量が1日平均５L程度のムラー種の利用が、スイギュウ研究所の指導のもと急速に進んでいる。ムラー種は年間305日間程度搾乳が可能である。なお、地域によっては、ケソンプティに加え、スイギュウのミルクを使ったパスティリアス（pastillas）という飴菓子が盛んに加工されている。

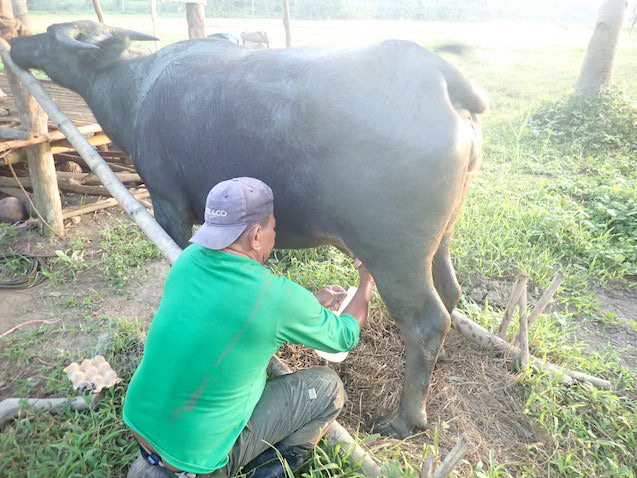
カラバオの搾乳の様子。サマール州。

## 製法

### 酵素法
集荷したカラバオ乳はチーズ布でろ過し、70-80°Cで2分間処理するパスチャライゼーションによって加熱殺菌を行う。室温まで冷却されたら、2Lの乳に対して0.5Lのレンネット液を加える。レンネット液は、洗浄した子牛の第4胃を室温のホエーに1夜漬けるか、5日間水に浸けて調製する。これがカゼインミセルを溶解しにくくし、沈殿を助ける。また、ラグナ州では子牛の胃袋の代わりにニワトリの砂嚢を用いる地域もある。
乳にレンネット液を加えて30-60分経つとカードが生成されるので、網目のある容器に移して１時間ぐらい置き、ホエーを流出させる。このカードをバケツ状の容器に移し、食塩を加えて強く手で撹拌すると、とろみのある液体になる。バナナの葉で作った4-5cmの角形容器にこれを流し込み、しばらく放置してから再びホエーを除く。バナナ葉で蓋をし、それを数個まとめてビートルナッツの乾燥した葉で包んで完成となる。より正確には、乾燥したビンロウジュの樹皮から加工した四角形の枠を緩衝材にし、それに4つのチーズを収め、バナナの葉で梱包してひもで包みをしばる。このようにしっかりとケソンプティを梱包するのはラグナ州のみであり、ケソンプティを売り歩く行商人やそれを購入する人々の移動に耐えるように供されている。

### 有機酸法

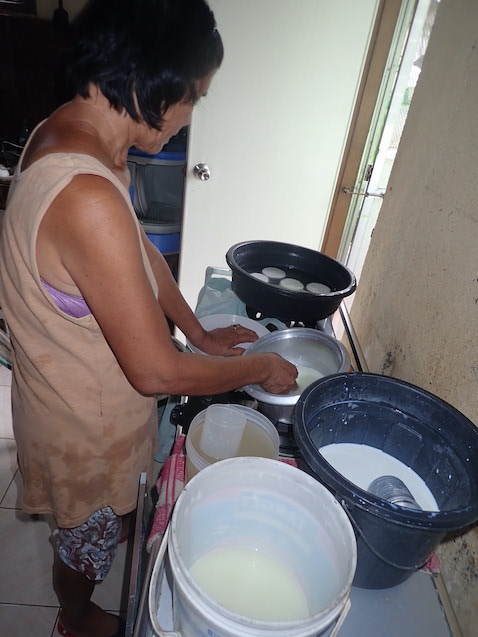
ケソンプティの加工。カヴィテ州。

集荷されたカラバオ乳は、2時間以内に製造に回される。容積30mlほどの小さなコップに乳を入れ、40-45°C（地域によっては60°C）に温めた酢酸液に投入する。なお、酢酸液は1ガロンの水に対して酢酸50mlを加えて約1.2%に調製し、3-4回使用したら交換する。
直ちに凝固するので小型容器に入れて杵で成形し、食塩水に入れて30-60分ほど浸漬させる。この食塩水は、3Lの水に対して1Lの食塩を加えて作る。1個ずつ、ないし数個まとめたケソンプティをバナナの葉に包んで完成となる。1軒の農家で1日に100Lのカラバオ乳を使い、5,000個のケソン・プティが作られる。